# Angelo La Barbera

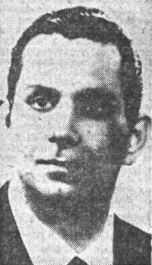
Foto von Angelo La Barbera (1963)

Angelo La Barbera (* 3. Juli 1924 in Palermo; † Juli 1975 in Perugia) war ein hochrangiges Mitglied der sizilianischen Mafia. Zusammen mit seinem Bruder Salvatore La Barbera leitete er den einflussreichen Mafia-Clan Palermo Centro.

## Leben
Der Italiener Angelo La Barbera begann seine Karriere in der Mafia-Familie von Palermo zunächst mit kleineren Diebstählen. Er arbeitete sich u. a. durch Morde schnell in der Hierarchie nach oben und übernahm schließlich zusammen mit seinem Bruder die Organisation des Palermo Centro-Clans. Die La Barbera Brüder schufen einen der reichsten Mafia-Clans und kontrollierten einen Großteil des städtischen Bauprogramms in Palermo. 1960 startete La Barbera mit dem Schmuggel von Heroin aus Mexico nach Kanada und in die Vereinigten Staaten. Carlo Gambino, Oberhaupt der in den USA einflussreichen Gambino-Familie, untersagte jedoch Angelo La Barbera diese Tätigkeit und drohte ihm damit ihn zu töten, sollte er damit fortfahren.
Angelo La Barbera war ein Hauptakteur im Ersten Großen Mafiakrieg der Cosa Nostra. Einer der Hintergründe des Mafiakrieges war, dass die aufstrebenden La Barberas beweisen wollten, ohne amerikanische Hilfe auskommen zu können. In einem großen Prozess gegen die Mafia wurde Angelo La Barbera, dessen Einfluss bis dahin stetig gesunken war, zu einer Haftstrafe von 22 Jahren verurteilt, wogegen er Berufung einlegte. La Barbera verbrachte die Zeit während der Entscheidung über seine Berufung in verschiedenen Haftanstalten in Norditalien. Im Juli 1975 wurde er im Gefängnis von Perugia von drei gleichfalls inhaftierten Mafiosi erstochen.